# Numan Acar
Numan Acar (sinh năm 1974) là nam diễn viên, nhà sản xuất phim người Đức gốc Thổ Nhĩ Kỳ.

## Đời tư
Acar sống tại thành phố Berlin, anh có thể nói thành thạo tiếng Anh, Đức, Thổ Nhĩ Kỳ, Tây Ban Nha.

## Danh sách phim

### Điện ảnh
| Năm  | Tên                                                              | Vai               | Ghi chú   |
| ---- | ---------------------------------------------------------------- | ----------------- | --------- |
| 2003 | Angelina                                                         |                   | Phim ngắn |
| 2003 | Linie X                                                          |                   | Phim ngắn |
| 2004 | Riechen                                                          |                   | Phim ngắn |
| 2004 | Kebab Connection                                                 |                   |           |
| 2005 | Max and Moritz Reloaded                                          |                   |           |
| 2006 | 7                                                                |                   | Phim ngắn |
| 2006 | Killing the Shadows (Hacivat Karagöz Neden Öldürüldü?)           | Trasci Ali        |           |
| 2006 | Lieben                                                           | Hakan             |           |
| 2006 | Cenneti Beklerken                                                | Mustafa           |           |
| 2006 | Eve Giden Yol 1914                                               | Vartolu Settar    |           |
| 2007 | Refugee (Mülteci)                                                | Azad              |           |
| 2008 | Run for Your Life! (Lauf um Dein Leben – Vom Junkie zum Ironman) | Salih             |           |
| 2016 | Ali and Nino                                                     | Seyid Mustafa     |           |
| 2016 | The Promise                                                      | Mustafa           |           |
| 2016 | The Great Wall                                                   | Najid             |           |
| 2016 | Sister Moon                                                      | Feuerwolf         | Phim ngắn |
| 2017 | In the Fade                                                      | Nuri Sekerci      |           |
| 2018 | 12 Strong                                                        | Mullah Razzan     |           |
| 2019 | Aladdin                                                          | Hakim             |           |
| 2019 | Spider-Man: Far From Home                                        | Dmitri Smerdyakov |           |